# Felony (actriz)
Felony (Phoenix, Arizona; 13 de enero de 1969) es una actriz pornográfica y modelo erótica estadounidense.

## Biografía
Natural de Phoenix, Felony es el nombre artístico de Sylvia Solinas, nacida en enero de 1969 de padres mexicanos. Comenzó trabajando en el negocio de unos familiares dedicados a las ventas y la publicidad. Acabada la educación secundaria comenzó a realizar algunas sesiones de modelaje para una agencia de alta gama. Posteriormente derivó en trabajos como modelo erótica y a realizar números como estriptis en un club de Phoenix.
Debutó en la industria pornográfica en 1999, cuando contaba 30 años de edad. Al igual que otras tantas actrices que comenzaron con más de treinta años en la industria, por su físico, edad y atributos fue etiquetada como una actriz MILF. Su primer papel fue en la película Super Quick 2.
Como actriz, ha trabajado con productoras como Kink.com, Wicked Pictures, Hustler, Zero Tolerance, Brazzers, Elegant Angel, 3rd Degree, Devil's Film, Reality Kings, New Sensations, Evil Angel, Sin City o Naughty America, entre otras.
Su primera nominación en los Premios AVN fue en 2001, cuando fue nominada a la Mejor escena escandalosa de sexo por Terrors From the Clit 2. Volvería a los AVN por dicha categoría en 2007 por su trabajo en The Great American Squirt Off. Su última nominación fue en 2009, con la Mejor escena de masturbación por Overstuffed 6.
Se retiró de la industria en 2016, habiendo dejado más de 390 películas como actriz.

## Premios y nominaciones
| Año  | Ceremonia   | Resultado | Premio                           | Trabajo                       |
| ---- | ----------- | --------- | -------------------------------- | ----------------------------- |
| 2001 | Premios AVN | Nominada  | Mejor escena escandalosa de sexo | Terrors From the Clit 2       |
| 2007 | Premios AVN | Nominada  | Mejor escena escandalosa de sexo | The Great American Squirt Off |
| 2009 | Premios AVN | Nominada  | Mejor escena de masturbación     | Overstuffed 6                 |